# Viburnum opulus

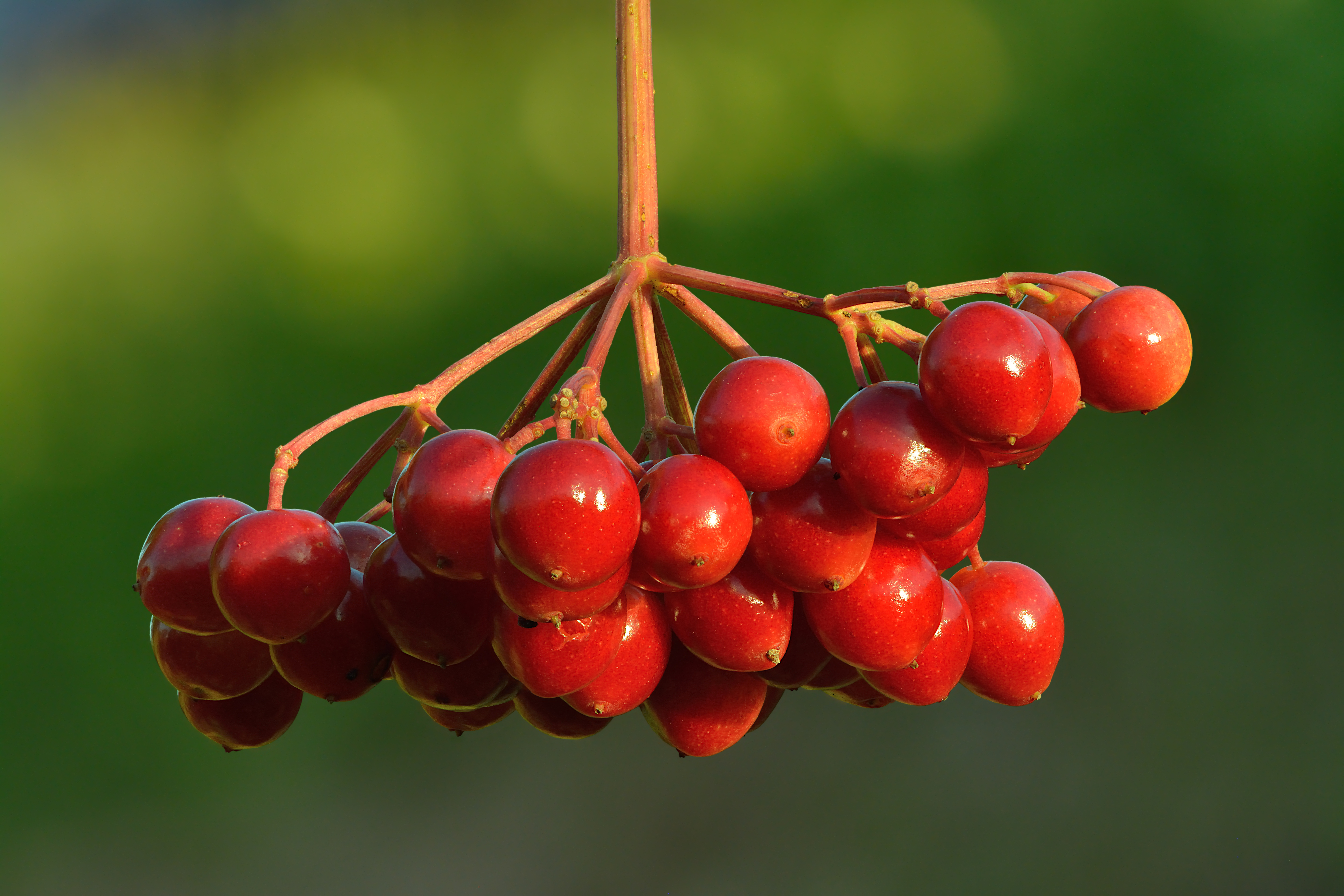

Virbunum opulus é uma espécie do gênero botânico Viburnum pertencente a família das Adoxaceae.
É  nativa da Europa e Ásia. Alguns botânicos  consideram a espécie norteamericana Viburnum trilobum como  uma variedade - dita Viburnum opulus var. americanum Ait. - ou como uma subespécie  - Viburnum opulus subsp. trilobum (Marshall) R. T. Clausen - da Virbunum opulus.
É conhecida popularmente como bola-de-neve, noveleiro, novelo, novelo-da-china, novelo-cromático e espirema, mas o nome mais comum é rosa-de-gueldres.
Apresenta uma ramificação difusa. As folhas são caducas com lobos serrilhados Os frutos são vermelhos.
É geralmente cultivada como planta ornamental devido as suas flores e frutos. Tolera a maioria dos solos, porém  cresce melhor em solos úmidos e moderadamente alcalinos. Vários cultivares foram selecionados, entretanto apresentam flores estéreis, em maior abundância, porém não produzem frutos. É encontrada em matos, matagais e ripícola, com floração entre março e abril.
O fruto apresenta um sabor muito ácido e é comestível quando ingerido em pequenas quantidades, podendo ser usado para a produção de geleias. O fruto é suavemente tóxico, podendo causar vômitos ou diarreias quando ingerido em grandes quantidades.
A casca  secada é usada como tintura para tratamento de  dores e cólicas menstruais

## Significado Cultural
Viburnum opulus (Kalyna) é o símbolo nacional da Ucrânia. Podem ser encontradas referências a ela no folclore ucraniano, em suas canções, em sua arte pitoresca, em seu bordado, e outros. Chervona Kalyna foi o hino do Exército Insurgente Ucraniano. Kalyna Country é um ecomuseu no Canadá.
Essas raízes simbólicas remontam ao paganismo eslavo de milênios atrás. De acordo com uma lenda, a Kalyna estava associada ao nascimento do Universo, à Trindade do Fogo: o sol, a lua, e as estrelas. Seus frutos simbolizam o sangue e a perenidade dos laços familiares. A Kalyna é frequentemente retratada no bordado ucraniano em toalhas e camisas. No paganismo eslavo a Kalyna também representa a beleza de uma jovem, que rima bem em ucraniano: Ka-ly-na - Div-chy-na. Essa consistência foi revista por numerosos folcloristas ucranianos, tais como Nikolay Kostomarov e Aleksandr Potebnia (o fundador da Kharkiv Linguistic School).